# Jaciment arqueològic de Sant Jaume d'Alcanar
El jaciment arqueològic de Sant Jaume, dit també del Mas d'en Serrà, és un jaciment al municipi d'Alcanar (el Montsià) a les coordenades geogràfiques a 224 msnm, al darrers contraforts de la Serra del Montsià, a 1.250 m. del mar Mediterrani. Per les seves característiques no sembla que sigui realment un poblat sinó una residència aristocràtica o petita ciutadella. Es calcula que l'assentament fou actiu abans de la cultura ibèrica, entre els anys 800 i 500 aC. Fou destruït possiblement per un atac i un incendi posterior.
És a prop i relacionat amb els assentaments de la Moleta del Remei (Alcanar), la Ferradura i la Cogula (Ulldecona).
Administrativament Sant Jaume està situat a la comarca del Montsià però, des de la perspectiva arqueològica i geogràfica és més correcte analitzar-lo en relació amb el territori del Sénia.
Es tracta d'un oppidum relativament petit (495 m²) i planta pseudocircular amb murs que, encara, fan 2,5 metres d'alçada. Els sistemes defensius consten d'una muralla de doble parament, una torre que envolta i tanca el conjunt i una altra torre allargada i estreta d'extrem arrodonit. La porta de l'assentament té una estructura singular.
El global de l'assentament es calcula que feia uns 700 m², molt fortificats i amb una vuitena de torres de vuit metres d'altura de les que en aquella època només se'n troben de semblants a l'Orient Mitjà, com a Síria, Egipte o Israel.
Pertany al període de transició entre el Bronze Final i la Primera Edat del Ferro, i és rellevant per al coneixement de les estructures d'ocupació del territori d'aquella època i del comerç amb els fenicis en aquesta zona l'activitat del qual va començar a la segona meitat del segle vii aC i va continuar fins al primer quart del segle vi aC. Els artefactes trobats a aquest poblat pertanyen a l'Eivissa fenícia i les colònies o factories púniques del Mediterrani central.
Aquest jaciment arqueològic va ser descobert per Ramon Esteban a mitjans de la dècada de 1970 i es va començar a excavar l'any 1997 pel Grup de Recerca en Arqueologia Protohistòrica de la Universitat de Barcelona. En haver-hi un únic nivell d'ocupació, es dedueix que la durada d'aquest assentament va ser relativament curta (entre un i dos quarts de segle) el seu abandonament va ser provocat a causa d'una destrucció violenta.
L'agost del 2023 un grup d'arqueòlegs de la Universitat de Barcelona estaven treballant per demostrar que el jaciment fou sobretot una factoria fenícia, alhora que residència d'un cabdill fenici. De ser cert, això implicaria que seria l'assentament fenici més al nord de la Mediterrània. A finals d'agost se n'havia estudiat un 35% del total de la superfície, corresponent a les àrees més públiques com un temple, la cuina i els magatzems, i es treballava en les estances privades per mirar de trobar indicis sobre el possible origen fenici de l'enclavament.
La importància del discerniment sobre si fou realment un enclavament fenici rau en el fet que llavors podria tenir un dimensió internacional, atès que es creu que la colonització mediterrània inicial fou grega, a l'àrea de l'Empordà, en canvi amb aquest descobriment s'avançaria en uns 200 anys i d'ubicació a les Terres de l'Ebre.